# 1号型ミサイル艇
1号型ミサイル艇（いちごうがたミサイルてい、英語: PG-821 class guided-missile patrol boats）は、海上自衛隊が運用していたミサイル艇の艦級。海自初のミサイル艇として、平成2年度計画で2隻、平成4年度計画で1隻が建造された。建造費は1隻あたり66億円（平成3年度計画艇）。

## 来歴
海上自衛隊では、局地防衛兵力として魚雷艇を配備してきた。その後、魚雷よりも優れた対艦兵器として艦対艦ミサイルが台頭してきたことから、1970年代の第4次防衛力整備計画において艦対艦ミサイル装備艇の導入が計画された。このときの計画では、魚雷のみを装備した100トン型PTと、魚雷と艦対艦ミサイルを併載した160トン型PTLを3隻ずつ建造する予定であった。また同時に、最大50ノットの速力を発揮できる全没型水中翼艇として、180トン型PTHの研究開発も予定されており、こちらはポスト4次防での実用化が目標とされていた。しかし、1973年の第四次中東戦争に伴う石油輸出国機構 (OPEC) 各国の原油価格値上げに端を発した第一次オイルショック（第一次石油危機）による物価高騰の直撃を受け、防衛予算の枠内で予定隻数を達成することは不可能となり、4次防の建艦計画は大混乱に陥った。これを受けて180トン型PTHの研究開発は未着手に終わり、また魚雷艇の建造計画も縮小されて老朽更新分の2隻のみが建造されることになり、艦対艦ミサイル装備の艇は実現しなかった。
その後、1980年代の61中期防において、再度ミサイル艇の整備が計画された。この際には、オペレーションズ・リサーチによる詳細な検討が行われ、大湊・舞鶴・佐世保地方隊に6隻ずつを配備するという基本計画が策定された。これは、運用コンセプト上、1つの目標に対してミサイル艇2隻で1つのチームを組み、大規模な目標に対しては2チーム4隻で対処する計画であったことから、地方隊ごとに4隻ずつを稼動状態に置くために所要の隻数として算定されたものであった。これに基づき、まず61中期防の最終年度にあたる平成2年度計画で1チーム分2隻が建造された。その後、1990年代の03中期防で4隻の追加建造が予定されたが、1992年12月18日の安全保障会議と閣議で2隻に削減された。更に、このうち平成4年度計画の1隻のみが確定とされ、残る1隻は平成6年度以降のオプションとされた。

## 設計

### 船体
本級の最大の特徴が、全没型水中翼船型の採用である。イタリアのフィンカンティエリ社からのライセンス生産として、イタリア海軍が配備していたスパルヴィエロ級から技術を導入しているが、これはもともと、アメリカ合衆国のボーイング社がアメリカ海軍の依頼で開発した「トゥーカムカリ」（旅客型はボーイング929）に源流を有するものであった。
船体設計はほぼスパルヴィエロ級が踏襲されており、艇体は耐水アルミニウム合金のアルゴン溶接、上部構造物は板厚が薄いことから約15,000本のアルミリベットによる鋲接構造とされている。水中翼はステンレス製の全没構造で、前1枚・後2枚のエンテ型配列とされており、前翼のタブ（動翼）を動かして操舵を行う。旋回時は、自動コントロール装置によって傾斜角約10度のバンクド・ターンを行うことで、遠心力による乗員への影響を軽減していた。なお、後述のとおり装備面ではタイプシップとは大きく異なることもあり、重量・重心位置の制約は非常に厳しく、グラム単位での重量管理が行われた。

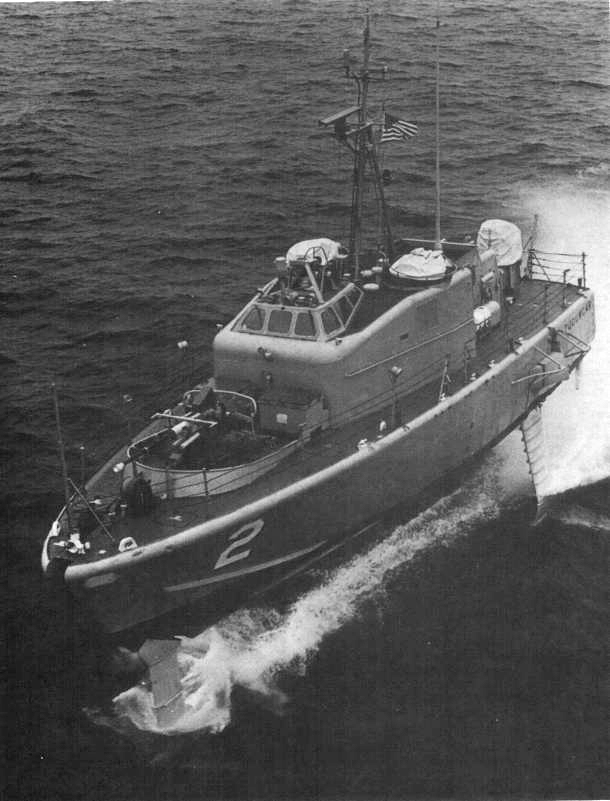
アメリカ海軍「トゥーカムカリ」
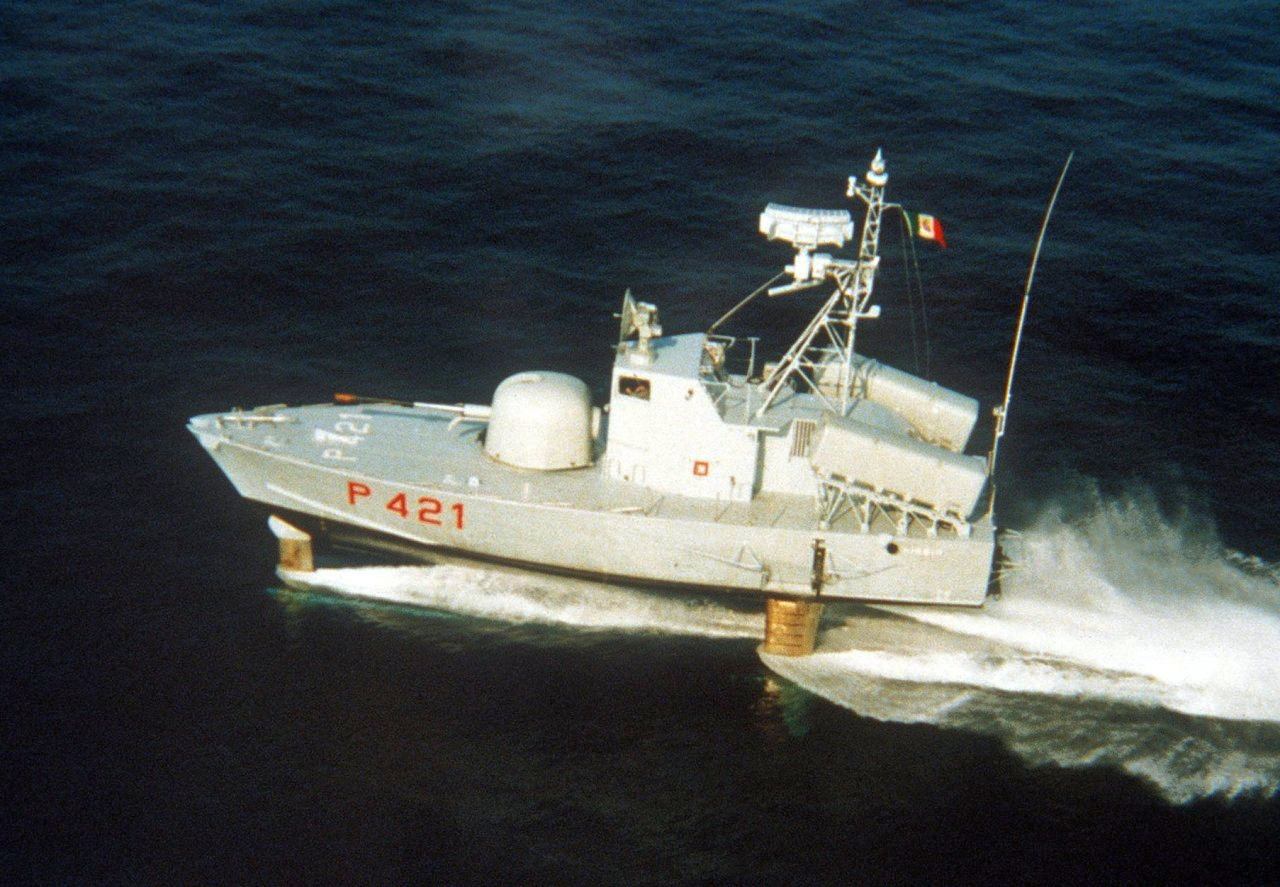
イタリア海軍スパルヴィエロ級

### 機関
主機関は海上自衛隊独自のものとなっている。水中翼艇であることから、翼航走（フォイルボーン）時と艇体航走（ハルボーン）時の2種類の推進装置を備えていた。
翼航走時は、主機関としてはゼネラル・エレクトリック LM500ガスタービンエンジン（石川島播磨重工業がライセンス生産）によって、荏原製作所300CDW型ウォータージェット推進器1基を駆動していた。このウォータージェット推進器のための吸水口は後部水中翼の下端に設けられており、ここから吸い上げられた海水はウォータージェット・ポンプによって加速されて、マスト直下の船底にある2ヶ所の開口から噴出された。
一方、艇体航走時には、いすゞマリン製造製の4サイクル直列6気筒機関である6BD1TCディーゼルエンジン（180馬力 / 2,700 rpm）によってスクリュープロペラ1軸を駆動していた。このスクリュープロペラは、翼航走時には船体取付部を軸として右舷側に90度回転させ、船底レベルより上に引き上げられていた。
なお、速力46ノットは自衛艦としては最速であった。

## 装備
兵装は完全に海上自衛隊独自のものとなっている。主兵装は国産の90式艦対艦誘導弾（SSM-1B）であり、連装に配した発射筒を2セット、艇尾に装備する。これは陸上自衛隊向けの88式地対艦誘導弾（SSM-1）を艦載化したものであり、護衛艦に搭載されてきたハープーンの後継となる予定であったが、本型が一足先に搭載することになった。
砲煩兵器も、遠隔操作型の20mm多銃身機銃に変更された。これは、潜搬入する工作員、ゲリラ等を収容した不審船舶に対する威嚇射撃を考慮した措置であった。対空防御や直接対艦攻撃までは想定していなかったことから、対空兵器としては近接SAM（仮称）を将来装備することとした。
本型は、OYQ-8戦術情報処理装置によってリンク 11の運用に対応し、小型艇ながら、P-3C哨戒機との連携運用も可能となっていた。電子戦装置としては、マストトップにNOLR-9電波探知装置（ESM）を、また上部構造物直前にMk.137 6連装チャフ・フレア発射機を2基備えていた。なお無人偵察機（RPV）用ターゲッティング・データ等の送受信装置の将来装備も検討されていたが、実現しなかった。
なお、上記の通りにきわめて厳格な重量制限が架されたことから、予備品・用具をはじめとする物資の搭載は最小限に限定されており、給食給養を含めて、陸上を車両で移動するMLS（Mobile Logistics Support）部隊による後方支援に依存する運用形態となっていた。このMLSは、ミサイル艇の進出先の港湾等において、出入港支援、整備・補給支援を行うことを目的として整備され、連続機動支援日数を最大2週間とし、I段階整備（乗員とMLSの共同整備）及び弾薬（20mm弾）の運搬・補給支援、燃料・真水等の補給支援を行うこととされており、74式特大型トラック4両と指揮官車（トラック1/4t 4×4）で編成されていた。またミサイル艇1・2号の引渡し後の回航の際には、これにマイクロバス1台を加えて、総勢46名が陸路を並走して行動した。ミサイル艇が長期間の行動が難しかったこともあって、浦賀を3月24日に出港したのち、大湊入港が26日午後、余市への到着は28日夕方となった。

## 同型艦

### 一覧表
| 艦番号 | 艦名          | 建造                               | 起工                       | 進水                       | 竣工                       | 除籍                        |
| ------ | ------------- | ---------------------------------- | -------------------------- | -------------------------- | -------------------------- | --------------------------- |
| PG-821 | ミサイル艇1号 | 住友重機械工業 追浜造船所 浦賀工場 | 1991年 （平成3年） 3月25日 | 1992年 （平成4年） 7月17日 | 1993年 （平成5年） 3月22日 | 2008年 （平成20年） 6月6日  |
| PG-822 | ミサイル艇2号 | 住友重機械工業 追浜造船所 浦賀工場 | 1991年 （平成3年） 3月25日 | 1992年 （平成4年） 7月17日 | 1993年 （平成5年） 3月22日 | 2008年 （平成20年） 6月6日  |
| PG-823 | ミサイル艇3号 | 住友重機械工業 追浜造船所 浦賀工場 | 1993年 （平成5年） 3月8日  | 1994年 （平成6年） 6月15日 | 1995年 （平成7年） 3月13日 | 2010年 （平成22年） 6月24日 |

### 運用史
3隻とも神奈川県横須賀市浦賀町の住友重機械工業追浜造船所浦賀工場で建造され、余市防備隊に新編された第1ミサイル艇隊へ配備された。
しかし就役後、波浪中の船体強度や耐航性の不足が発覚し、特に冬季の日本海での運用上問題となった。水中翼艇特有の問題として、フォイルボーンでの高速時とハルボーンでの低速時との間に速力や運動性の面で大きなギャップがあり中速域での運用が困難であった。また艦船でありながら地上部隊の支援を必要とする問題もあった。これらはいずれも運用上重大な制約となったことから、平成6年度以降で検討されていた1隻の追加建造は実現せず、本型の建造は3隻で打ち切られた。後継としては、滑走型船型の採用と船型の大型化によって汎用性と独立行動能力を強化した200トン型ミサイル艇が設計され、平成11年度計画より建造が開始された。
2008年6月6日付で1号と2号が除籍され、残った3号も2010年6月24日に除籍された。

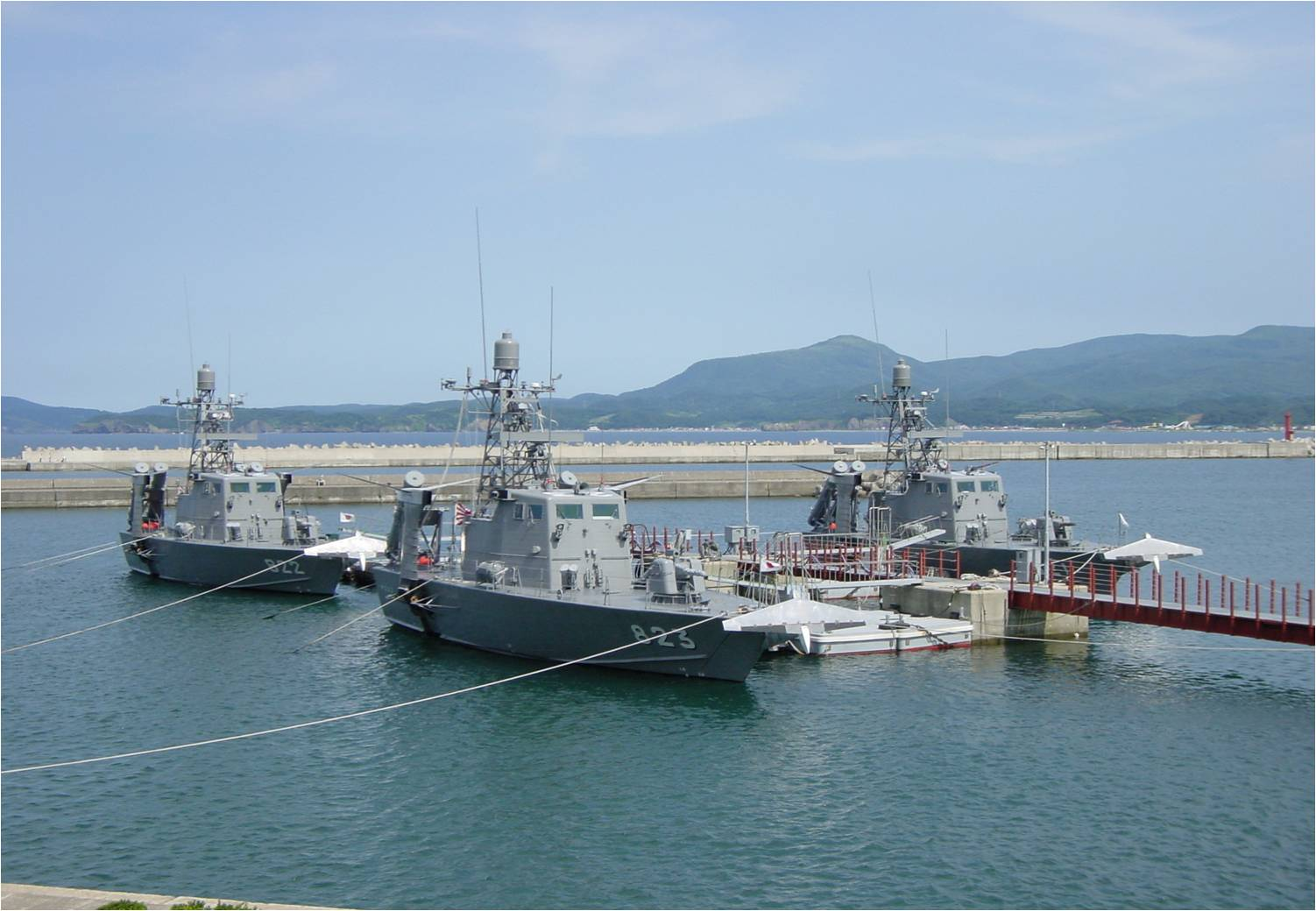
１号型ミサイル艇の3艇
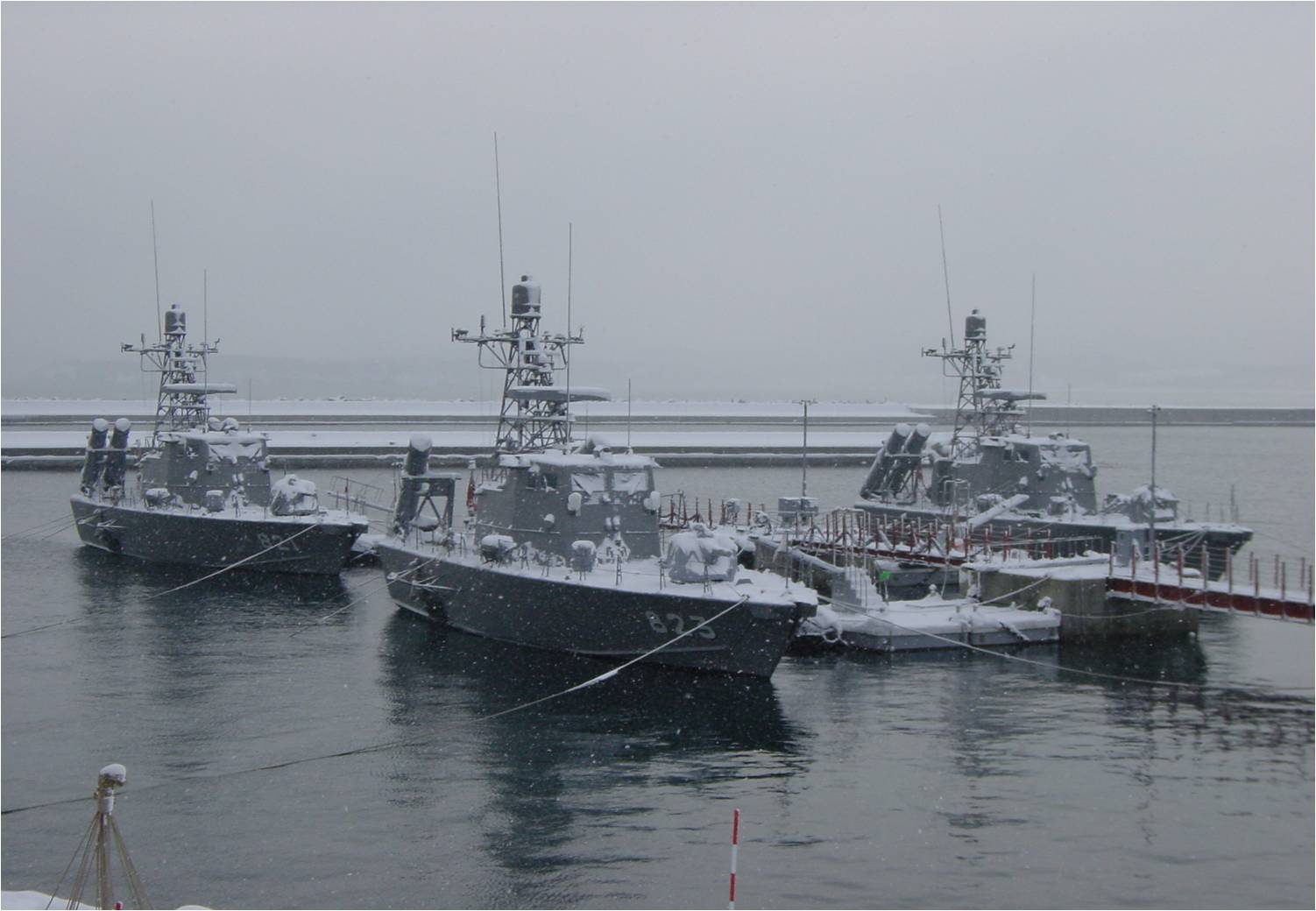
雪化粧した１号型ミサイル艇の3艇